# Chilivani
Chilivani is een plaats (frazione) in de Italiaanse gemeente Ozieri.